# Bag-a-Trix
Bag-a-Trix é o quinto álbum de estúdio do grupo americano de hip hop Whodini e o primeiro e único lançado pela MCA Records. Foi lançado em 1991 e gerou três singles: "Freaks", "Judy" e "Smilin' Faces Sometimes". A produção foi de Larry Smith, Fresh Gordon, Joe Simmons e Major Jam Production. O álbum alcançou o número 48 da parada Top R&B/Hip-Hop Albums. Seu single "Freaks" alcançou o número 73 da Hot R&B/Hip-Hop Songs, e "Judy" número 65 da Hot R&B/Hip-Hop Songs.

## Faixas
| N.º            | Título                                               | Produtor(es)                      | Duração |  |
| 1.             | "The Intro"                                          | Joe Simmons Larry Smith           | 2:49    |  |
| 2.             | "Judy"                                               | Fresh Gordon                      | 3:49    |  |
| 3.             | "Freaks"                                             | Larry Smith Major Jam Productions | 4:20    |  |
| 4.             | "Smilin' Faces Sometimes"                            | Larry Smith                       | 5:37    |  |
| 5.             | "Bag-A-Trix"                                         | Fresh Gordon                      | 3:39    |  |
| 6.             | "Taste of Love"                                      | Fresh Gordon                      | 4:44    |  |
| 7.             | "Inside the Joint"                                   | Fresh Gordon                      | 4:34    |  |
| 8.             | "Lovers or Friends"                                  | Larry Smith Major Jam Productions | 5:26    |  |
| 9.             | "The Party Don’t Start" (featuring Dynasty And Mimi) | Major Jam Productions             | 4:26    |  |
| 10.            | "Day to Day"                                         | Major Jam Productions             | 4:36    |  |
| 11.            | "Milk My Cow"                                        | Larry Smith                       | 3:35    |  |
| 12.            | "Nite for Jammin'"                                   | Major Jam Productions             | 4:21    |  |
| 13.            | "That’s Life" (remix version)                        | Major Jam Productions             | 5:03    |  |
| 14.            | "Bad Case of Love"                                   | Larry Smith                       | 4:24    |  |
| Duração total: | Duração total:                                       | Duração total:                    | 1:01:23 |  |

## Músicos
- Jalil Hutchins - MC
- John "Ecstacy" Fletcher - MC
- Dynasty And Mimi - vocais (faixa 9)
- Lawrence Michael Smith - produtor (faixas: 1, 3-4, 8, 11, 14)
- Gordon Wayne Pickett - produtor (faixas: 2, 5-7)
- Joe Simmons - produtor (faixa 1)
- Major Jam Productions - produtor (faixas: 3, 8-10, 12-13)
- Charlie Harrison - guitarra (faixa 3)
- Akili Walker - mixagem & gravação (faixas: 1-12, 14)
- Peter Robbins - mixagem, gravação (faixa 13)
- Dino Esposito - mixagem (faixas: 1-12, 14)
- George Mayers - mixagem (faixas: 1-12, 14)
- Howie Weinberg - masterização